# Psyttalia walkeri
Psyttalia walkeri är en stekelart som först beskrevs av Muesebeck 1931.  Psyttalia walkeri ingår i släktet Psyttalia och familjen bracksteklar. Inga underarter finns listade i Catalogue of Life.